# Glyptothorax sufii
Glyptothorax sufii är en fiskart som beskrevs av Asghar Bashir och Mirza, 1975. Glyptothorax sufii ingår i släktet Glyptothorax och familjen Sisoridae. Inga underarter finns listade i Catalogue of Life.